# Patricia Wentworth
Patricia Wentworth  (Mussoorie (India), 10 november 1877 – Camberley (Surrey), 28 januari 1961) – pseudoniem van Dora Amy Elles – was een Engelse schrijfster van detectiveromans in de stijl van Agatha Christie. Haar belangrijkste romanfiguur, de oudere, ongetrouwde ex-gouvernante Miss Maud Silver, creëerde ze in 1928, twee jaar voordat Christies Miss Marple haar eerste avontuur zou beleven. Miss Silver zou in totaal in 32 boeken verschijnen, die verschenen gedurende de periode 1928–1961. Daarnaast schreef Wentworth drie boeken met Inspecteur Lamb in de hoofdrol, en 31 andere misdaadromans met anderen als hoofdfiguur.
Patricia Wentworths boeken zijn in vele talen vertaald. De volledige serie Miss Silver-romans is begin jaren 80 heruitgegeven in de reeks Poema Pockets.
- Bibliothèque nationale de France: cb119290682 (data)
- CiNii: DA08577486
- Digitale Bibliotheek voor de Nederlandse Letteren: went010
- Gemeinsame Normdatei: 107693240
- International Standard Name Identifier: 0000 0001 2133 4235
- Library of Congress Control Number: n87826760
- Nationale Bibliotheek van Letland: 000128913
- Bibliotheek van het Japanse parlement: 01001457
- Nationale Bibliotheek van Tsjechië: xx0020943
- Nationale Bibliotheek van Israël: 987012659362005171
- Nederlandse Thesaurus van Auteursnamen: 069499454
- LIBRIS: 367559
- Système universitaire de documentation: 027195325
- Virtual International Authority File: 54155688
- WorldCat: E39PBJfWXQyFFr8rQCVQWqR3Qq